# Dirk van Bronckhorst-Batenburg (1347-1407)

Stamwapen van Bronckhorst

Dirk van Bronckhorst-Batenburg (ca. 1347 - overleden tussen 1406 en 27 september 1407) was heer van Batenburg tussen 1364-1408. Dirk was de zoon van Gijsbert V van Bronckhorst en Catharina van Leefdael.
Dirk werd in 1374 genoemd bij het beleg van Kampen. In 1375 was hij knaap bij de Zutphense landvrede. (Verdrag tussche de Bronkhorster en de Heeckerensche partij over een aan te nemen onzijdigheid in het land van Zutphen, het gebied van Elten, de heerlijkheden Berg, Borculo, Bredevoort, Wisch en Anholt, de Hetter en het gericht Ulft.)
Gedurende de Gelderse Successieoorlog streden de Heeckerens en Bronckhorsten tegen elkaar. De Bronckhorsten steunden Maria en haar zoon Willem III van Gulik. Dirk was in 1377 ridder en in 1378 raad van Willem III van Gulik, de hertog van Gelre.
Hij trouwde in augustus 1362 met Elisabeth van Ufenhove, dochter van Johan van Ufenhove. Zij trouwde als weduwe van Walraven Berthout van Berlaer, heer van Helmond en Keerbergen. Walraven was de zoon van Lodewijk III Berthout van Berlaer en Johanna van Dinther. Hij was omstreeks 1348 met Elisabeth van Utenhove getrouwd. Hun zoon was Jan III van Berthout Berlaer, die geboren werd omstreeks 1350 en Walraven in 1361 opvolgde als heer van Helmond.
Walraven Berthout van Berlaer kwam via Willem van Herlaer (- 1348), die de eerste echtgenoot was van Elisabeth, in het bezit van de heerlijkheid Herlaar te Herenthout. In 1361 werd hij opgevolgd door Jan III Berthout van Berlaer als heer van Helmond.
Uit het huwelijk van Dirk en Elisabeth werd geboren:
- Gijsbert I van Bronckhorst-Batenburg-Anholt